# Timori varánusz
A timori varánusz (Varanus timorensis) a varánuszfélék Odatria alnemébe tartozó gyík.

## Előfordulása
Mint neve is mutatja, Timor szigetéről (Kis-Szunda szigetek) írták le, de Észak-Ausztráliában is honos. Részben a fákon, részben a vízparton él. Terráriumokban szerte a világon tartják.

## Megjelenése
Farkával együtt 65–85 centiméteresre nő meg. A színe zöld, a teste vékony, áramvonalas, végtagjai a mászásra specializálódtak.

## Életmódja
Nappali állat. Megeszik minden rovart, és időnként kisebb édesvízi halakat is elfog.

## Tartása
A párás (60–80%), meleg levegőt (nappal 28–30 °C, éjjel 20–25 °C) kedveli. A terrárium mérete legalább 150 cm * 50 cm * 100 cm legyen; a talaj lehet fakéreg, föld vagy granulált agyag. Eredeti életmódját szimulálva tegyünk bele sok mindent, amin mászkálhat (ágat, fatönköt), és mindenképpen legyen benne medence, amiben lubickolhat.

## Külső hivatkozás
- Varanus timorensis